# Chrozophora tinctoria
Chrozophora tinctoria là một loài thực vật có hoa trong họ Đại kích. Loài này được (L.) A.Juss. mô tả khoa học đầu tiên năm 1824.

## Hình ảnh

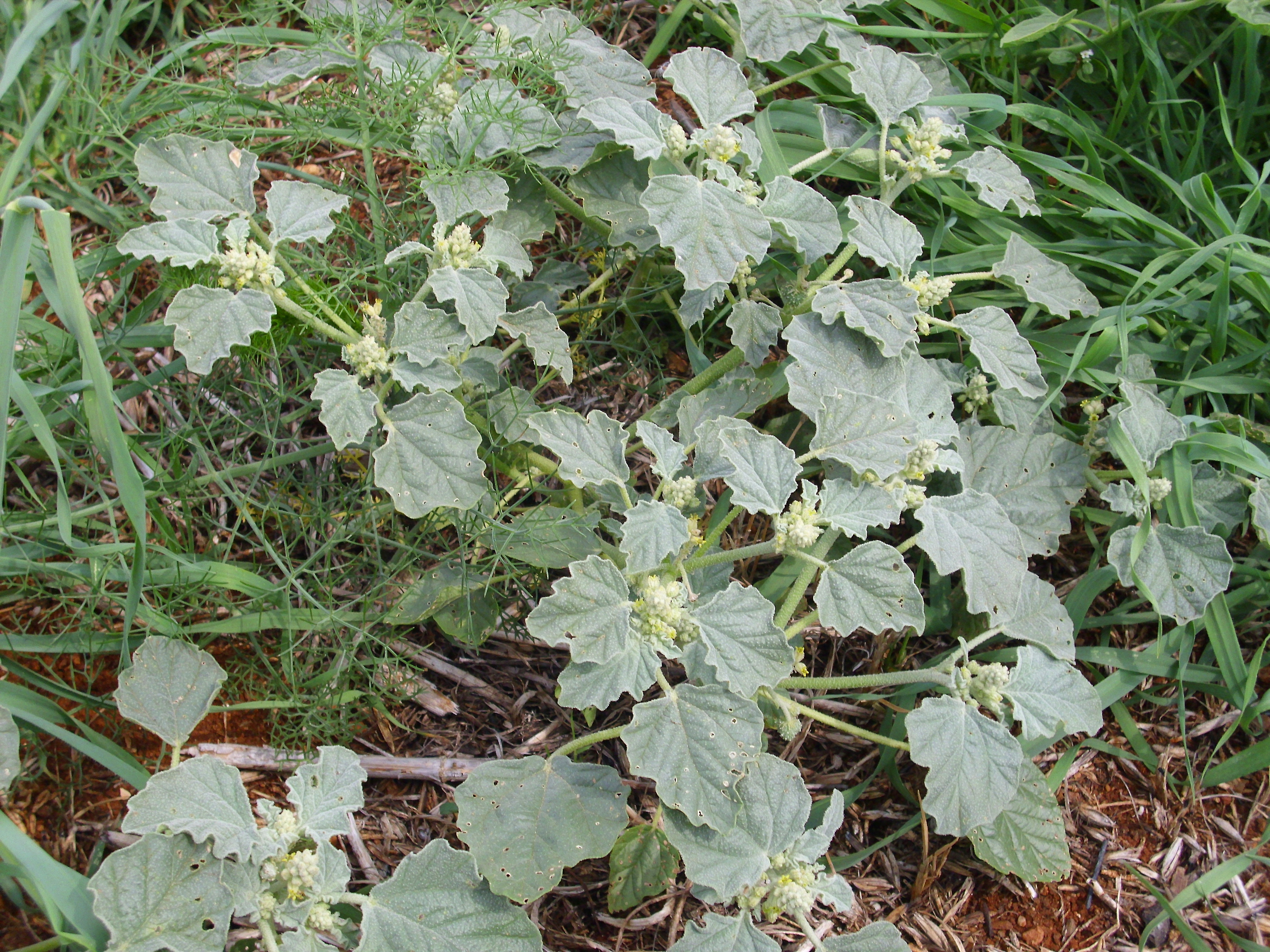
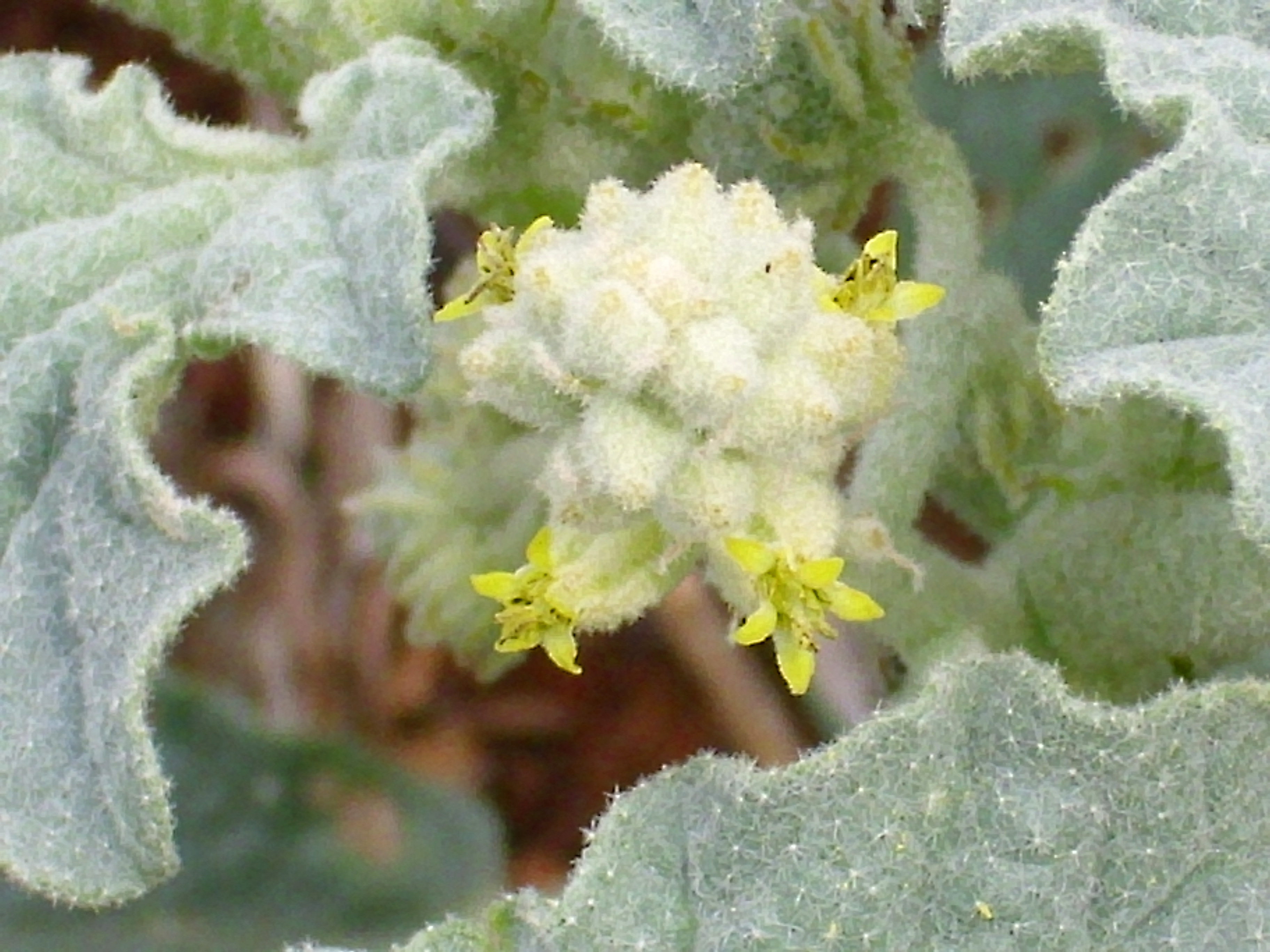
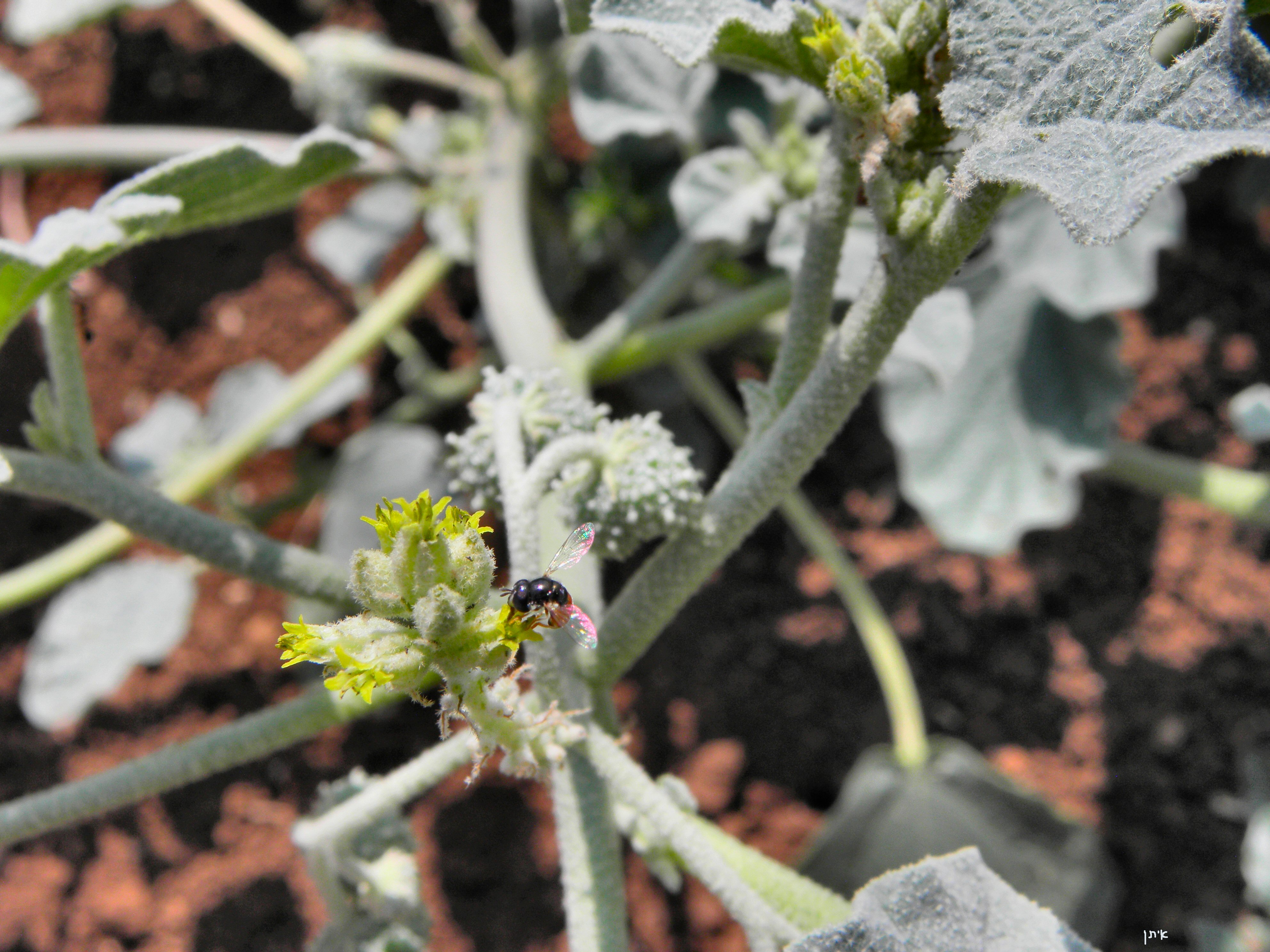
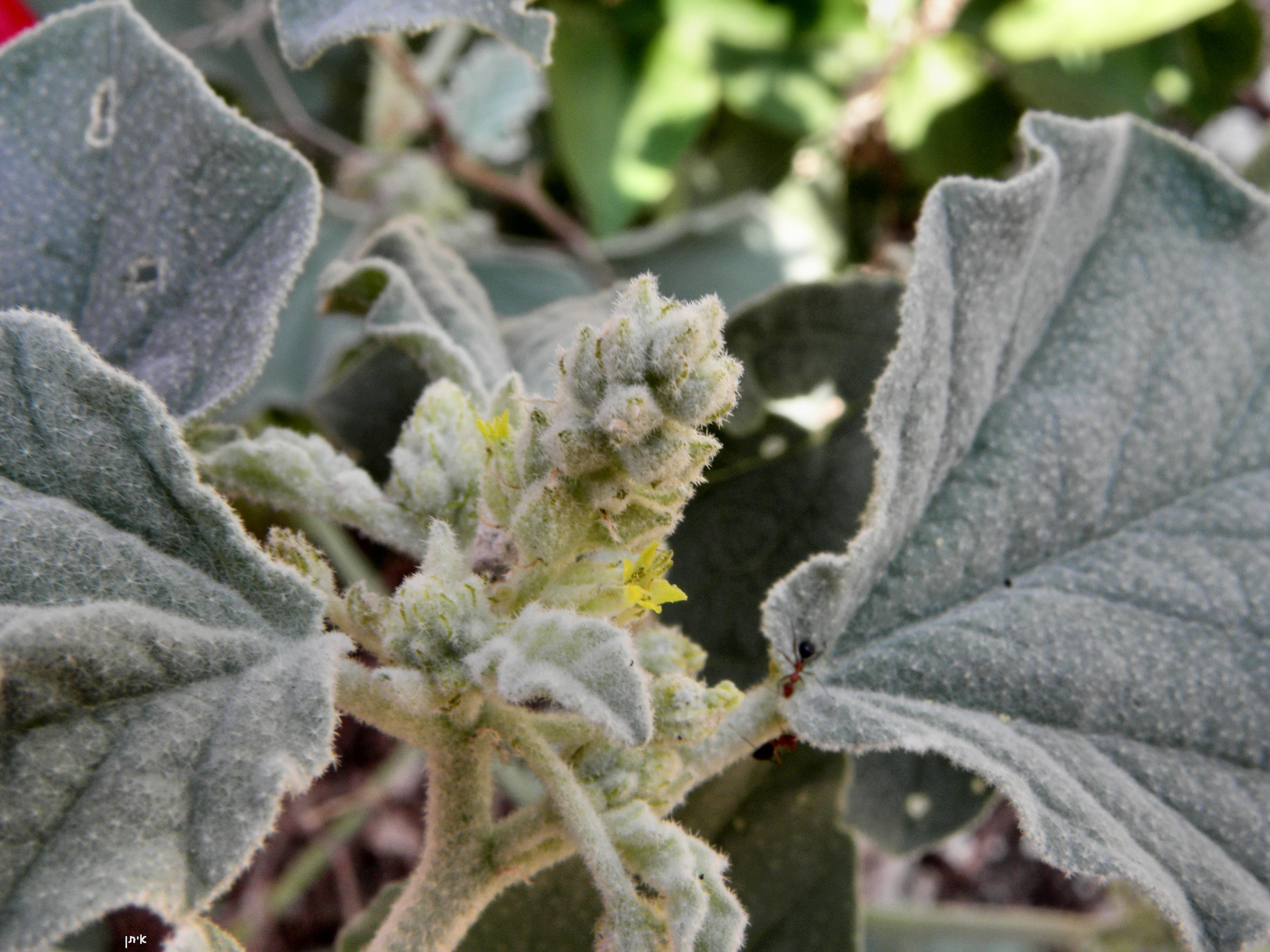